# Roland Baar
Roland Baar (* 12. April 1965 in Osterholz-Scharmbeck; † 23. Juni 2018 in Velpke) war ein deutscher Rudersportler und Maschinenbau-Ingenieur.

## Leben
Baar war Schlagmann des Deutschland-Achters von 1989 bis 1996. Er gewann Olympiabronze im Achter 1992 und Olympiasilber 1996. Weltmeister war er in den Jahren 1989, 1990, 1991, 1993 und 1995. 1998 wurde er mit der internationalen Thomas-Keller-Medaille „for an outstanding career in rowing“ ausgezeichnet.
Roland Baar blieb auch nach seinem Ausscheiden aus dem aktiven Leistungssport dem Sport verbunden. Er wirkte als Athletenvertreter in der Athletenkommission des Internationalen Olympischen Komitees (IOC) mit und war von 1999 bis 2004 IOC-Mitglied sowie Präsidiumsmitglied im NOK. Seit 2005 arbeitete er in der IOC-Kommission für Sport und Umwelt mit. 2008 unterstützte er als Experte das Moderatoren-Team des ZDF bei den Olympischen Sommerspielen in Peking. 2012 wurde er Ombudsmann der Nationalen Anti-Doping-Agentur. Für seine Verdienste um den Sport in Niedersachsen wurde er in die Ehrengalerie des Niedersächsischen Instituts für Sportgeschichte berufen.
Roland Baar studierte Maschinenbau und wurde 1996 mit einer Arbeit über Untersuchungen zu Beschleunigungsvorgängen von Partikeln in Düsen und Strahlen an der Leibniz Universität Hannover zum Dr.-Ing. promoviert. Anschließend war er in der Automobilindustrie tätig – zunächst bei Volkswagen, seit Ende 2006 bei der Voith AG, wo er das Geschäftsfeld für Turbolader und deren Forschung und Entwicklung aufbaute.
Von 2001 bis 2011 war er als Lehrbeauftragter an der Leibniz Universität Hannover tätig. Anfang 2009 wurde er dort zum Honorarprofessor ernannt. Im Juli 2011 wurde er als Professor für das Fachgebiet Verbrennungskraftmaschinen an die TU Berlin berufen.
Baar war Ehrenmitglied des Hannoverschen Ruder-Club von 1880 und des Ruder-Verein Osterholz-Scharmbeck von 1901.
Roland Baar war seit 1990 verheiratet. Er lebte mit seiner Frau Kathrin in Gifhorn und hatte zwei Kinder. Er starb am 23. Juni 2018 bei einem Autounfall in Velpke.